# Decimus Furius Octavius Secundus
Decimus Furius Octavius Secundus (vollständige Namensform Decimus Furius Decimi filius Sergia Octavius Secundus) war ein im 2. Jahrhundert n. Chr. lebender Angehöriger der römischen Armee. Durch eine Inschrift, die in Philippi gefunden wurde und die auf 141/159 datiert wird, ist seine militärische Laufbahn bekannt.
Secundus diente zunächst als Soldat in der Cohors X urbana in Rom. Danach wurde er in die Cohors VI praetoria versetzt, in der er die folgenden Positionen innehatte (in dieser Reihenfolge): Singularis des Tribuns, Beneficiarius des Tribuns, Singularis des Praefectus praetorio, Optio in seiner Centuria, Signifer, Kassenführer (fisci curator) und Cornicularius des Tribuns. Nach Ablauf seiner regulären Dienstzeit wurde er ehrenvoll entlassen.
Als Evocatus Augusti trat Secundus erneut in die Armee ein; er ist in Rom als Evocatus Augusti durch eine weitere Inschrift belegt, die er für seinen Diener Euphrosynus errichten ließ. Er wurde Centurio in der Legio X Fretensis, die ihr Hauptlager in Jerusalem in der Provinz Iudaea hatte. Mit dieser Legion nahm er an der Niederschlagung des Bar-Kochba-Aufstands teil und erhielt für seine Leistungen von Hadrian folgende militärische Auszeichnungen (donis donatus ab divo Hadriano ob bellum Iudaicum): eine Corona aurea, Torques, Armillae sowie Phalerae. Darüber hinaus wurde er vom Kaiser in die Legio I Italica versetzt, die ihr Hauptlager in Novae in der Provinz Moesia inferior hatte. Die Versetzung war mit einer Beförderung verbunden (promotus successit). In dieser Legion stieg er bis zum Primus Pilus auf.
Nach seiner Entlassung aus der Armee wurde er von den beiden römischen Kolonien Actia Nicopolis und Ulpia zum Decurio ernannt und mit den ornamenta duumviralia geehrt. Secundus stammte aus Cures Sabini und war in der Tribus Sergia eingeschrieben. Er ließ die Inschrift auf eigene Kosten errichten (de sua pecunia donum dedit).